# Schönbrunnský mír
Schönbrunnský mír (německy Friede von Schönbrunn) byla mírová dohoda mezi Napoleonem Bonapartem a rakouským císařem Františkem I. Smlouva byla uzavřena 14. října 1809 na zámku v Schönbrunnu. Rakouské císařství bylo v páté koaliční válce proti Francii, která začala 9. dubna 1809, poraženo.

## Předchozí události
V této válce se Rakousko, inspirované událostmi ve Španělsku, pokusilo vyvolat lidová povstání v Německu a Itálii proti francouzské nadvládě a současně hledalo spojenectví s Ruskem a Pruskem, aby zvrátilo výsledky Bratislavské mírové dohody. Po počátečních úspěších bylo povstání Andrease Hofera proti bavorským okupantům nakonec zcela potlačeno a všechny naděje tak byly zničeny.
Jihoněmecké tažení na hlavním bojišti nebylo šťastné. Již v květnu Napoleon obsadil Vídeň. Krátce nato byl sice poražen v bitvě u Aspern, ale 5. a 6. července 1809 porazil Rakušany v rozhodující bitvě u Wagramu. Znojemské příměří ukončilo mírová jednání a 12. července 1809 se Rakousko vzdalo Tyrolska. Hlavní odpovědný ministr Stadion byl nahrazen Metternichem.

## Důsledky

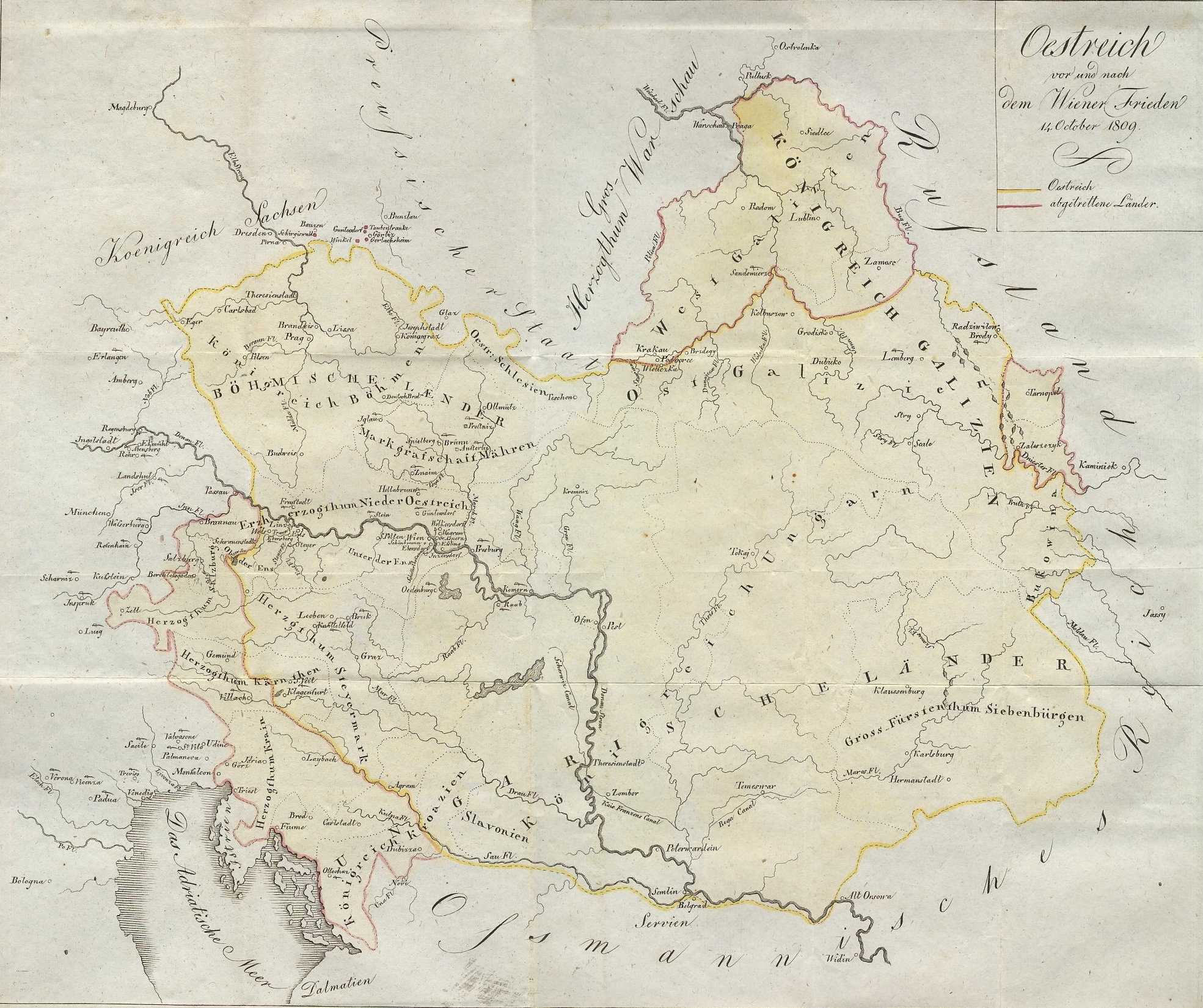
Rakouská říše se ztrátou území po Schönbrunnském míru.

V mírové dohodě se Rakousko muselo vzdát Tyrolska, včetně Kraňska, Terstu, Gorizie, Villachu a pobřežní oblasti Chorvatska (též maďarská Dalmácie), čímž ztratilo přístup k moři. Tyto oblasti anektovala Francie a Napoleon z někdejší královské italské Dalmácie a Istrie vytvořil Ilyrské provincie.
Salcburské vévodství připadlo Bavorsku jako Salzachkreis.
Západní Halič a Krakovsko, zisky po třetím dělení Polska, se po neúspěšném rakouském tažení staly součástí Varšavského vévodství. Z Haliče, která byla rakouskou od prvního dělení Polska, získalo Varšavsko okres Varšavské Zámostí a Rusko, které se konfliktu s invazí do Haliče účastnily na francouzské straně, oblast kolem Tarnopolu (okres Tarnopol). Dále se Rakousko ve prospěch Francie zřeklo švýcarského panství Rhäzünu a ve prospěch Saska exklávy v Horní Lužici, která zůstala po Pražském míru v roce 1635 připadla České koruně.
Celkem muselo Rakousko odstoupit asi 100 000 km² s přibližně 3 500 000 obyvatel. Muselo se připojit k protibritské kontinentální blokádě a svou armádu omezit na 150 000 mužů. Francii musely být vyplaceny válečné kontribuce výši 85 miliónů franků. Pevnost na štýrskohradeckém Zámeckém kopci, kterou bránil Hackher zu Hart, musela být zbourána.
Ale i po této územní ztrátě Rakousku s přibližně 600 000 km² a více než 24 miliony obyvatel nadále zůstalo evropskou velmocí. Mezi důsledky Metternichovy změny kurzu zahraniční politiky související s uzavřením míru, byl také sňatek Napoleona s dcerou rakouského císaře Marií-Luisou, ale vojenské spojenectví, které donutilo Rakousko účastnit se Napoleonova ruského tažení v roce 1812.